# Јаматогото
Јаматогото (大和琴), који се такође назива вагон (和琴) и азумагото (東琴), је цитра са шест или седам жица за коју се верује да, за разлику од котоа и других жичаних инструмената, заиста потиче из Јапана. а не увезени из континенталне Азије. Оба имена се буквално преводе као „јапански жичани инструмент“.
Према шинто миту како је записано у Коџикију, јаматогото је играо важну улогу у пореклу самог Јапана. У миту, Аматерасу, богињу сунца, вређа њен брат Сусано-о но Микото и крије се у пећини, одбијајући да изађе. Свет је стога уроњен у таму. Аматерасу је на крају из своје пећине наговорила богиња Аме-но-Узуме, која изводи плес изван пећине, уз музику коју је пружало звецкање шест ловачких лукова. Забављен музиком и забавним звуцима других богова, Аматерасу напушта пећину и враћа се на небески свод. Шест лукова су спојени заједно да формирају инструмент, и настаје први вагон или јаматогото.
Изглед инструмента се веома мало променио од осмог века. Сличан по облику као познатији кото, јаматогото је ужи, јер има мање жица. Мостови се праве од природних грана дрвећа, посебно јавора, према традицији. За разлику од многих инструмената, жице јаматогота нису распоређене у скали, од ниског до високог тона, већ у унапред постављеном мелодијском низу који се свира у ритмичким обрасцима. Друга уобичајена техника свирања укључује брзи глисандо преко свих жица, при чему су све жице осим последње које се свирају одмах пригушене руком, чиме се дозвољава само последњој жици да одзвања.
Данас се инструмент користи само у шинто церемонијалној/дворској музици званој гагаку, а чак ни тада није уобичајен. Ипак, његова централна улога у јапанској митологији омогућава му да задржи извесно поштовање.

## Спољашњи линкови
- Вагон – Енциклопедија Британика
- Јаматогото